# Skäralidsdammen
Skäralidsdammen är en konstgjord sjö i Klippans kommun i Skåne och ingår i Rönne ås huvudavrinningsområde. Skäralidsdammen ligger i Söderåsen Natura 2000-område. Sjön är 2,9 meter djup, har en yta på 0,013 kvadratkilometer och befinner sig 46 meter över havet. Vid provfiske har abborre, groplöja, gädda och sarv fångats i sjön. Det ska dock tilläggas att fiske inte är tillåtet.